# Bangladeschische Cricket-Nationalmannschaft in Indien in der Saison 2019/20
Die Tour der bangladeschischen Cricket-Nationalmannschaft nach Indien in der Saison 2019/20 fand vom 3. bis zum 24. November 2019 statt. Die internationale Cricket-Tour war Bestandteil der Internationalen Cricket-Saison 2019/20 und umfasste zwei Tests und drei Twenty20s. Die Tests waren Bestandteil der ICC World Test Championship 2019–2021. Indien gewann die Twenty20-Serie 2–1 und die Test-Serie 2–0.

## Vorgeschichte
Indien spielte zuvor eine Tour gegen Südafrika, Bangladesch ein Drei-Nationen-Turnier in Bangladesch. Das letzte Aufeinandertreffen der beiden Mannschaften bei einer Tour fand in der Saison 2016/17 in Indien statt.

## Stadien
Die folgenden Stadien wurden für die Tour als Austragungsort vorgesehen.
| Stadion                                | Stadt   | Kapazität | Spiele  |
| -------------------------------------- | ------- | --------- | ------- |
| Arun Jaitley Stadium                   | Delhi   | 48.000    | 1. T20  |
| Holkar Stadium                         | Indore  | 30.000    | 1. Test |
| Eden Gardens                           | Kolkata | 82.000    | 2. Test |
| Vidarbha Cricket Association Stadium   | Nagpur  | 45.000    | 3. T20  |
| Saurashtra Cricket Association Stadium | Rajkot  | 28.000    | 2. T20  |

## Kaderlisten
Bangladesch benannte seinen Twenty20-Kader am 17. Oktober 2019.
Indien benannte seine Kader am 24. Oktober 2019.
| Test | Test | Twenty20 | Twenty20 |
| Indien | Bangladesch | Indien | Bangladesch |
| --- | --- | --- | --- |
| - Virat Kohli (K) - Mayank Agarwal - Ravichandran Ashwin - K. S. Bharat (wk) - Shubman Gill - Ravindra Jadeja - Rishabh Pant (wk) - Cheteshwar Pujara - Ajinkya Rahane - Wriddhiman Saha (wk) - Mohammed Shami - Ishant Sharma - Rohit Sharma - Hanuma Vihari - Kuldeep Yadav - Umesh Yadav | - Mominul Haque (K) - Abu Jayed - Al-Amin Hossain - Ebadot Hossain - Imrul Kayes - Litton Das (wk) - Mahmudullah - Mehedi Hasan - Mohammad Mithun - Mosaddek Hossain - Mustafizur Rahman - Mushfiqur Rahim (wk) - Nayeem Hasan - Saif Hassan - Shadman Islam - Taijul Islam | - Rohit Sharma (K) - Khaleel Ahmed - Yuzvendra Chahal - Deepak Chahar - Rahul Chahar - Shikhar Dhawan - Shivam Dube - Shreyas Iyer - Manish Pandey - Krunal Pandya - Rishabh Pant (wk) - KL Rahul - Sanju Samson (wk) - Washington Sundar - Shardul Thakur | - Mahmudullah (K) - Abu Hider - Afif Hossain - Al-Amin Hossain - Aminul Islam - Arafat Sunny - Litton Das (wk) - Mosaddek Hossain - Mohammad Mithun - Mohammad Naim - Mushfiqur Rahim (wk) - Mustafizur Rahman - Shafiul Islam - Soumya Sarkar - Taijul Islam |

## Twenty20 Internationals

### Erstes Twenty20 in Christchurch
| 3. November Scorecard | Delhi | Indien 148-6 (20)                 | – | Bangladesch 154-3 (19.3) |
|                       |       | Bangladesch gewinnt mit 7 Wickets |   |                          |

### Zweites Twenty20 in Rajkot
| 7. November Scorecard | Rajkot | Bangladesch 153-6 (20)       | – | Indien 154-2 (15.4) |
|                       |        | Indien gewinnt mit 8 Wickets |   |                     |

### Drittes Twenty20 in Nagpur
| 10. November Scorecard | Nagpur | Indien 174-5 (20)          | – | Bangladesch 144 (19.2) |
|                        |        | Indien gewinnt mit 30 Runs |   |                        |

## Tests

### Erster Test in Indore
| 14. – 16. November Scorecard | Indore | Bangladesch 150 (58.3) & 213 (69.2)           | – | Indien 493-6d (114) |
|                              |        | Indien gewinnt mit einem Innings und 130 Runs |   |                     |

### Zweiter Test in Kolkata
| 22. – 24. November Scorecard | Kolkata | Bangladesch 106 (30.3) & 195 (41.1)          | – | Indien 347-9d (89.4) |
|                              |         | Indien gewinnt mit einem Innings und 46 Runs |   |                      |

Der Test wurde als erster Tag/Nacht-Test in Indien ausgetragen.